# Gilbert Sorrentino
Gilbert Sorrentino (Brooklyn, 27 aprile 1929 – Brooklyn, 18 maggio 2006) è stato un poeta e scrittore statunitense.

## Biografia
Nato a Brooklyn il 27 aprile 1929 da August E. e Ann Marie Sorrentino, ha compiuto gli studi al Brooklyn College prima e dopo aver prestato servizio nello United States Army Medical Corps durante la guerra di Corea.
Nel corso della sua vita ha svolto vari mestieri quali l'editor per la rivista letteraria "Neon" e per la casa editrice Grove Press e il professore di scrittura creativa per 17 anni all'Università di Stanford.
Autore di numerosi romanzi e raccolte di poesie, il suo stile, molto apprezzato dagli altri scrittori, è avvicinabile all'avant-garde fiction e al postmodernismo per la commistioni di generi letterari e per il frequente utilizzo della metanarrativa.
Inedito in Italia, è morto a Brooklyn il 18 maggio 2006 all'età di 77 anni a causa di un cancro ai polmoni.

## Opere

### Raccolte di poesie
- Black and White (1964)
- The Perfect Fiction (1968)
- Corrosive Sublimate (1971)
- A Dozen Oranges (1976)
- White Sail (1977)
- The Orangery (1978)
- Selected Poems 1958–1980 (1981)
- New and Selected Poems 1958–1998 (2004)

### Saggi
- Something Said (1984)

### Romanzi
- The Sky Changes (1966)
- Steelwork (1970)
- Imaginative Qualities of Actual Things (1971)
- Splendide-Hôtel (1973)
- Flawless Play Restored: The Masque of Fungo (1974)
- Mulligan Stew (1979)
- Aberration of Starlight (1980)
- Crystal Vision (1981)
- Blue Pastoral (1983)
- Under the Shadow (1991)
- Red the Fiend (1995)
- Gold Fools (1999)
- Little Casino (2002)
- Lunar Follies (2005)
- A Strange Commonplace (2006)
- The Abyss of Human Illusion (2010)

### Serie Pack of Lies
- Odd Number (1985)
- Rose Theatre (1987)
- Misterioso (1989)

### Raccolte di racconti
- The Moon in its Flight (2004)

### Teatro
- Flawless Play Restored: The Masque of Fungo (1974)

## Premi e riconoscimenti

### Vincitore
Guggenheim Fellowship
- 1973 e 1987; campo di studio: fiction[9]

Premio Dos Passos
- 1981[10]

Premio Letterario Lannan
- 1992 vincitore nella categoria "Fiction"[11]

### Finalista
Premio PEN/Faulkner per la narrativa
- 1981 con Aberration of Starlight e 2003 con Little Casino[12]